# Frederick Horatio Billings
Frederick Horatio Billings, auch in den Schreibvarianten Frederick H. Billings, Frederic H. Billings, F. H. Billings, (* 26. Mai 1869 in Chicago, Illinois; † 29. Juli 1964 in Glendale, Los Angeles County, Kalifornien) war ein US-amerikanischer Botaniker, Bakteriologe sowie Hochschullehrer.

## Leben

### Familie und Ausbildung
Der gebürtige Chicagoer Frederick Horatio Billings, Sohn des Horatio Gilbert Billings und dessen Ehefrau Emily Amelia Bowers Billings, graduierte 1890 an der California State Normal School, der heutigen San José State University. Er wandte sich im Anschluss dem Studium der Biologie mit den Schwerpunkten Botanik und Bakteriologie an der Stanford University, dort erhielt er 1896 seinen Bachelor of Arts, an der Harvard University, dort erwarb er 1897 den akademischen Grad eines Master of Arts und an der Ludwig-Maximilians-Universität München zu, dort erfolgte 1901 seine Promotion zum Ph. D. Postgfraduake Studien betrieb er an der University of Wisconsin, am Massachusetts Institute of Technology sowie an der Harvard Medical School.
Frederick Horatio Billings heiratete am 15. August 1893 Louise Massey. Dieser Beziehung entstammten die Töchter Frances Augusta sowie Bertha Mae. Der Mason, Past Commander of Knight Templar sowie Hight Priest of a Royal Arch Chapter, residierte in der High Drive in Laguna Beach in Kalifornien. Er verstarb im Sommer 1964 in seinem 96. Lebensjahr in Glendale.

### Beruflicher Werdegang
Frederick Horatio Billings wurde nach seinem Studienabschluss 1901 zum Professor of Botany and Bacteriology an der Louisiana State University in Baton Rouge bestellt, 1907 folgte er dem Ruf der University of Kansas in Lawrence auf eine Associate Professur of Botany and Bacteriology, 1913 wurde er zum Professor of Bacteriology befördert. 1921 wechselte er in der Stellung eines Professors of Botany and Bacteriology an die University of Redlands, 1940 wurde er emeritiert.
Frederick Horatio Billings, Verfasser zahlreicher grundlegender Abhandlungen zu seinen Fachgebieten, hielt ein Fellowship in der American Association for the Advancement of Science sowie Mitgliedschaften in der Sigma Xi und der Alpha Epsilon Delta inne.

## Publikationen
- Ueber Stärke corrodirende Pilze und ihre Beziehungen zu. Amylotroqus. (Roze), in: Flora. Bd. LXXXVII., G. Fischer, Jena, 1900, S. 288 u. ff. mit 2 Tafeln.
- Beiträge zur Kenntniss der Samenentwickelung, Dissertation, Druck von V. Höfling, München, 1901
- Precursory Leaf Serrations of Ulmus ..., Univ. of Chicago Press, Chicago, Ill., 1905
- Some Observations on the Motile Leaves of Erythrina Herbacea, in: Louisiana Gulf Biologic Station, Cameron.; Bulletin, Louisiana State Board of Agriculture and Immigration, Baton Rouge, 1909
- The Nutrition of the Embryo Sac and Embryo in Certain Labiatae, in: University of Kansas science bulletin, volume V, no. 5., University of Kansas, Lawrence, Kan., 1909
- The Chinch-bug Fungus, in: University press bulletin, volume I, no. 40., University of Kansas, Lawrence, Kan., 1910
- zusammen mit Benjamin Junior Clawson, Noble Pierce Sherwood: Laboratory Exercises in Bacteriology, World Company, Lawrence, Kan., 1927